# Мёртвые дети
«Мёртвые дети» (англ. Dead Kids), в некоторых странах выпускался под названием «Странное поведение» (англ. Strange Behavior) — австрало-новозеландско-американский слэшер 1981 года режиссёра Майкл Лофлин. Сценарий был написан им в соавторстве с Биллом Кондоном. Главные роли исполнили Майкл Мерфи, Луиза Флетчер и Дэн Шор. В центре сюжета серия загадочных убийств подростков в маленьком городке на Среднем Западе.

## Сюжет
Брайан, сын мэра Гейлсбурга, Иллинойс, был зверски убит в своем доме, а позже его тело нашли на месте пугала. Местный полицейский Джон Брэди начинает расследование убийства. Тем временем сын Джона Пит, старшеклассник, сидит на курсе в Гейлсбергском университете со своим другом Оливером. Во время курса профессор Гвен Паркинсон просматривает лекцию своего покойного наставника, доктора Ле Санга, на которого когда-то работала покойная мать Пита, Кэтрин. После лекции Пит соглашается стать одним из испытуемых Гвен, чтобы заработать деньги. Позже Пит посещает домашнюю вечеринку, во время которой один из его одноклассников, Уолдо, был зарезан на улице неизвестным в маске, подруга Уолдо Люси также подверглась нападению и упала в бассейн. Пит и ещё несколько человек спешат спасти её, а нападавший в маске убегает; вдалеке он снимает свою маску, оказывается, что это был Оливер. Джон впоследствии спрашивает Оливера, который говорит, что не может вспомнить события вечеринки, так как был пьян.
Медицинские эксперты отмечают, что у трупа Уолдо есть странный хирургический разрез возле глаза, и, тщательно изучив доказательства, Джон приходит к выводу, что два разных человека ответственны за убийства Уолдо и Брайана. Тем временем Пит посещает одно из исследований Гвен в большой лаборатории, где проводятся как человеческие, так и животные тесты. Гвен заставляет Пита проглотить таблетку и повторить несколько слов, прежде чем отпустить его. После этого он приглашает Кэролайн, студентку колледжа, которая работает на стойке регистрации в лаборатории, на свидание, и они быстро начинают роман. На следующий день женщина обнаруживает, что её сына Тимоти расчленяет в ванной неизвестная молодая женщина; она звонит в полицию, прежде чем её ударяют ножом, и успевает рассказать своей подруге Милдред по телефону скудные подробности о внешности нападавшего, прежде чем ей перерезали горло.
Джон, подозревая, что нападавшая женщина может быть одной из подопытных Гвен, сталкивается с Гвен в лаборатории, не зная о том, что Пит находится в одной из испытательных комнат, привязанный к стулу. После того, как Джон уходит, Гвен возобновляет сеанс, в котором она впрыскивает жидкость в глаз Пита. После того, как он просыпается и его отпускают, Пит идет ужинать с Кэролайн, но ему становится очень плохо, и он начинает мочиться кровью. Тем временем Джон беседует со своей подругой Барбарой об убийствах: он приходит к выводу, что все жертвы — сыновья людей, которые ранее сотрудничали с Джоном в расследовании неэтичных экспериментов Ле Санжа, и считает, что Ле Санж на самом деле жив и сейчас мстит. Барбара следует за Джоном на кладбище, где он врывается в склеп Ле Санжа и находит пустой гроб. Джон и Барбара возвращаются домой и находят растерянного Пита вместе с Кэролайн.
Джон берет дробовик и направляется в университет. Барбара тем временем рассказывает Питу и Кэролайн, как мать Пита, Кэтрин, вела себя странно во время её работы с Ле Санжем, и что её последующая необъяснимая смерть отвергла первоначальное расследование Джона в программе. Пит и Кэролайн решают последовать за Джоном в университет. Пит входит в комнату, где Джон общается с Гвен, которая появляется на маленьком телевизоре. Гвен приказывает Питу, чтобы он отобрал  у отца пистолет. Гвен появляется в комнате вместе с Ле Санжем, переодетым пожилым мужчиной. Он объясняет, что его методы управления разумом помогут миру. Пит отвечает ударом ножа Ле Санжем в горло и заявляет, что он «его отец», раскрывая, что у матери Пита, Кэтрин, был роман с Ле Санжем, и Джон на самом деле не является биологическим отцом Пита. Впоследствии прибывает полиция, и Гвен арестовывают.

## В ролях
- Майкл Мерфи[англ.] — Джон Брэди
- Луиза Флетчер — Барбара Мурхед
- Дэн Шор[англ.] — Пита Брэди
- Фиона Льюис[англ.] — Гвен Паркинсон
- Артур Дигнам[англ.] — доктор Ле Санж
- Дей Янг[англ.] — Каролина
- Марк Макклюр — Оливер Майерхофф
- Скотт Брейди — Ши
- Чарльз Лейн[англ.] — Донован
- Элизабет Чешир[англ.] — Люси Браун
- Билл Кондон — Брайан

## Отзывы критиков
Фильм получил в основном положительные отзывы критиков. На сайте-агрегаторе Rotten Tomatoes фильм имеет 80% одобрения на основе 10 рецензий.